# Demarziella
Demarziella là một chi bọ cánh cứng thuộc họ Scarabaeidae.